# Супрун, Адам Евгеньевич
Ада́м Евге́ньевич Супру́н (белор. Супрун Адам Яўгенавіч; 24 октября 1928, Полтава — 18 августа 1999 года) — советский и белорусский лингвист, славист, доктор филологических наук (1966), доктор педагогических наук (1981), профессор, заведующий кафедрой теоретического и славянского языкознания Белорусского государственного университета, заслуженный деятель науки БССР (1990).

## Биография
Родился в учительской семье. После войны семья переехала в Киргизию, в город Фрунзе. А. Е. Супрун учился в Киргизском университете, который окончил в 1952 г. В 1955 г. в Московском государственном университете им. М. В. Ломоносова защитил кандидатскую диссертацию «Слова с корнями числительных в современном русском литературном языке». Числительные стали одной из ключевых тем в творчестве ученого: в 1961 г. он написал книгу «Старославянские числительные», а в 1966 г. в Ленинградском университете защитил докторскую диссертацию «Славянские числительные. Становление числительных как части речи». Одноимённая книга до сих пор остается в славистике непревзойденным диахроническим исследованием о числительных.
В том же 1966 г. ученый переехал в Белоруссию в город Минск и в Белорусском государственном университете организовал и возглавил кафедру общего и славянского языкознания, на которой проработал всю жизнь — более 30 лет. А. Е. Супрун был инициатором создания в Беларуси университетской славистики: на филологическом факультете БГУ преподаются все славянские языки, с 1993 г. открыта специальность и отделение «Славянская филология».
Вторую докторскую диссертацию «Лингводидактические проблемы содержания обучения русскому языку в белорусской школе» (на соискание учёной степени доктора педагогических наук) Адам Евгеньевич защитил в Минске в 1981 г.
Профессор Супрун читал лекции и выступал с докладами в университетах и научных учреждениях Австрии, Болгарии, Венгрии, Дании, Испании, Люксембурга, Польши, Словакии, Словении, США, Финляндии, Хорватии, Чехии, в странах СНГ. Начиная с 1958 года он участник международных съездов славистов (также член Белорусского комитета славистов), затем и конгрессов МАПРЯЛ, лауреат международной медали МАПРЯЛ имени А. С. Пушкина (1991).
Ученый выделялся энциклопедической широтой научных интересов. В славистике он остается признанным[кем?] авторитетом в этимологии, полабистике, лексикологии и лексической типологии славянских языков, психолингвистике, лингводидактике, лингвистике текста. Под руководством А. Е. Супруна были созданы ассоциативные словари белорусского, украинского, киргизского, латышского языков, а также комплекс из пяти частотных словарей разных стилей белорусской речи. Оставаясь ведущим славистом, он искал материал для своих исследований в генеалогически и типологически различных языках. Его работы издавались на всех славянских, киргизском, узбекском, немецком, дунганском и японском языках: А. Е. Супрун является автором 600 публикаций, в том числе более 60 книг и брошюр.
Адам Евгеньевич Супрун был выдающимся педагогом, основателем научной школы: под его руководством и консультированием защищено 64 кандидатских и 10 докторских диссертаций. Среди книг профессора Супруна немало учебников и учебных пособий для средней и высшей школы.

## Основные научные работы (в хронологическом порядке)
1. Производные существительные с корнями числительных. Фрунзе: [Киргизский государственный университет, 1953. 68 с.
2. Слова с корнями числительных в современном русском литературном языке / Автореферат диссертации на соискание ученой степени кандидата филологических наук. Фрунзе: [Киргизский государственный университет; МГУ им. М. В. Ломоносова], 1955. 16 c.
3. О русских числительных. Фрунзе: [Киргизский государственный университет], 1959. 172 с.
4. Старославянские числительные. Фрунзе: [Киргизский государственный университет], 1961. 108 с.
5. Полабские числительные. Фрунзе: [Киргизский государственный университет], 1962. 68 с.
6. Славянские числительные (Становление числительных как особой части речи) / Авторефереат диссертации на соискание ученой степени доктора филологических наук. Ленинград: Ленинградский государственный, университет, 1965. 31 с.
7. Тилдин жана жазуунун келип чыгышы. Фрунзе: Мектеп, 1965. 88 бет. На кыргызском языке: Происхождение языка и письма. Фрунзе: Мектеп, 1965. 88 с. Соавтор: Э.Абдулдаев.
8. Славянские числительные / Становление числительных как особой части речи. Минск: Издательство БГУ им. В. И. Ленина, 1969. 232 с.
9. Части речи в русском языке. Москва: Просвещение, 1971. 135 с.
10. Лексічная спалучальнасць у палабскай мове. VII Міжнародны з’езд славістаў / Даклады. Мінск: Выд-ва БДУ, 1973. 32 с.
11. Лингвистические основы изучения грамматики русского языка в белорусской школе. Минск: Народная асвета, 1974. 144 с.
12. Частотны слоўнік беларускай мовы. Мастацкая проза. Мінск: Выдавецтва БДУ, 1976. 232 с. Сааўтар: Н. С. Мажэйка.
13. Асноўныя праблемы палабскай семасіялогii. VIII Міжнародны з’езд славістаў / Даклады. Мінск: Выд-ва БДУ, 1978. 19 с.
14. Этымалагічны слоўнік беларускай мовы. Т.1. Мінск: Навука і тэхніка, 1978. 440 с. Сааўтары: В. У. Мартынаў, Р. У. Краўчук, Г. А. Цыхун.
15. Частотны слоўнік беларускай мовы. Публіцыстыка. Мінск: Выдавецтва БДУ, 1979. 216 с. Сааўтар: Н. С. Мажэйка.
16. Лингводидактические проблемы содержания обучения русскому языку в белорусской школе. Автореферат диссертации на соискание ученой степени доктора педагогических наук. Москва: [АПН СССР. Научно-исследовательский институт преподавания русского языка в национальной школе], 1981. 30 с.
17. Содержание обучения русскому языку в начальных классах школ с белорусским языком преподавания / Под редакцией А. Е. Супруна. Минск: Народная асвета, 1981. 240 с. Соавторы: Е. М. Катонова, М. Б. Антипова, Л. В. Елисеева, Н. Л. Желуденко.
18. Частотны слоўнік беларускай мовы. Вусная народная творчасць. Мінск: Выдавецтва БДУ, 1982. 304 с. Сааўтар: Н. С. Мажэйка.
19. Лексическая типология славянских языков. Минск: Издательство БГУ, 1983. 47 с.
20. Этымалагічны слоўнік беларускай мовы. Том 3. Мінск: Навука і тэхніка, 1985. 408 с. Сааўтары: Р. У. Краўчук, В. У. Мартынаў, Н. В.Iвашына.
21. Особенности сопоставления близкородственных и неродственных языков в целях обучения // VI Международный конгресс преподавателей русского языка и литературы / Основной секционный доклад. Будапешт, 1986. 13 c. Соавторы: К. Габка и Г. Якобссон.
22. Полабский язык. Минск: Университетское, 1987. 96 с.
23. Содержание обучения русскому языку в белорусской школе. Минск: Вышэйшая школа, 1987. 230 с.
24. Эволюция системы частей речи в славянских языках. Х Международный съезд славистов / Доклады. Минск: Университетское, 1988. 48 с.
25. Частотны слоўнік беларускай мовы. Гутарковая мова. Мінск: Універсітэцкае, 1989. 176 с. Сааўтар: Н. С. Мажэйка.
26. Функционирование русского языка и его лингвистическое описание // VII Международный конгресс преподавателей русского языка и литературы. Русский язык и литература в общении народов мира: Проблемы функционирования и преподавания / Пленарный доклад. Москва: Русский язык, 1990. 18 с. Соавторы: А.Мустайоки и Р.Павлова.
27. Частотны слоўнік беларускай мовы. Паэзія. Мінск: Універсітэцкае, 1992. 172 с. Сааўтар: Н. С. Мажэйка.
28. Параўнальная тыпалогія лексічнай структуры старажытнаславянскіх тэкстаў. XI Міжнародны з’езд славістаў. Даклады. Мінск: Беларускi дзяржаўны універсітэт, 1993. 32 с. Сааўтары: Я. Л. Трэмбавольскi, А. А. Кожынава.
29. Старославянский язык. Минск: Университетское, 1991. 80 с.
30. Праславянский язык. Минск: Университетское, 1993. 82 с.
31. Текстовые реминисценции как часть языка / VIII Международный конгресс МАПРЯЛ. Доклады. Минск: [Белорусский государственный университет], 1994. 12 с.
32. Системные аспекты плана содержания слова в древнеславянском тексте / ХІІ Международный съезд славистов / Доклады. Минск: Белорусский государственный университет, 1998. 23 с. Соавторы: А. А. Кожинова, Е. С. Суркова, Л. Р. Супрун-Белевич.
33. Церковнославянский язык. Мн.: Пропилеи, 1999. 51 с.

1. Грамматика русского языка. Ч. II. Синтаксис простого предложения / Учебник для 7-го класса киргизской восьмилетней школы. Фрунзе: Киргизучпедгиз, 1961. Переизд. 1962, 1963. 160 с. Соавтор: К.Зайнулин.
2. Русские числительные и их изучение в киргизской школе. Фрунзе: Киргизучпедгиз, 1961. 80 с.
3. Грамматика русского языка. Ч. III. Синтаксис сложного предложения / Учебник для 8 класса киргизской восьмилетней школы. Фрунзе: Киргизучпедгиз, 1962. Переизд. 1963. 140 с. Соавтор: К.Зайнулин.
4. Грамматика русского языка. Ч. II. Синтаксис / Учебник для 7-го и 8-го классов киргизской восьмилетней школы. Изд. 4. Фрунзе: Киргизучпедгиз, 1964. Переизд. 1965, 1972. 304 с. Соавтор: К. Зайнулин.
5. Имя числительное и его изучение в школе. Москва: Учпедгиз, 1964. 160 с.
6. Русский язык Советской эпохи. Книга для учащихся. Ленинград: Просвещение, 1969. 88 с.
7. Лекции по языкознанию. Минск: Издательство БГУ им. В. И. Ленина, 1971. 144 с.
8. Русский язык. Учебник для 4 класса школ с белорусским языком обучения. Минск: Народная асвета, 1972. 176 с. Соавторы: А. П. Пономарева, Г. С. Сивак.
9. Грамматика русского языка. Часть 2, синтаксис. Учебник для 7- 8 классов киргизской школы. Фрунзе: Мектеп, 1973. Переизд. 1974, 1987. 310 с. Соавторы: В. Д. Скирдов, Т. К. Ахматов.
10. Введение в специальность. Для студентов филологических факультетов. Под редакцией А. Е. Супруна. Минск: Издательство БГУ, 1977. 192 с. Соавторы: А. А. Волк, В. П. Красней, В. М. Лозовский, Н. М. Пипченко, Б. А. Плотников, В. П. Рагойша.
11. Русский язык / Учебник для 4 класса школ с белорусским языком обучения. Минск: Народная асвета, 1977. Переизд. 1978, 1984, 1986. 208 с. Соавторы: Т. Д. Сутоцкая, Г. С. Сивак, А. П. Пономарева, Г. И. Николаенко.
12. Лекции по языковедению. Минск: Издательство БГУ, 1978. 144 с.
13. Лекции по лингвистике. Минск: Издательство БГУ, 1980. 143 с.
14. Введение в славянскую филологию / Учебное пособие для филологических факультетов университетов. Минск: Вышэйшая школа, 1981. 432 с. Соавтор: А. М. Калюта.
15. Методическое руководство к учебнику «Русский язык» для VII—VIII классов / Пособие для учителя. Фрунзе: Мектеп, 1982. 92 с. Соавтор: В. Д. Скирдов.
16. Общее языкознание. Учебное пособие для филологических факультетов вузов / Под общей редакцией А. Е. Супруна. Минск: Вышэйшая школа, 1983. 456 с. Соавторы: Н. Б. Мечковская, Б. Ю. Норман, Б. А. Плотников.
17. Преподавание русского языка. IV—VI классы / Под ред. проф. А. Е. Супруна // Библиотека учителя русского языка. Минск: Народная асвета, 1985. 240 с. Соавторы: М. Б. Успенский, Т. Д. Сутоцкая, А. И. Власенков, Г. И. Николаенко.
18. Обучение русскому языку. Пособие для учителя / Под ред. проф. А. Е. Супруна // Библиотека учителя начальных классов. Минск: Народная асвета, 1985. 224 с. Соавторы: М. Б. Антипова, Е. М. Катонова, Н. П. Демина, Л. В. Елисеева, Н. Л. Желуденко.
19. Сборник упражнений по русскому языку для 7—8 классов киргизской школы. Фрунзе: Мектеп, 1985. 176 с. Соавтор: В. Д. Скирдов.
20. Русский язык / Учебник для 4 класса школ с белорусским языком обучения. Минск: Народная асвета, 1988. 272 с. Соавторы: Г. И. Николаенко и Т. Д. Сутоцкая. Переизд. 1990, 1994.
21. Введение в славянскую филологию. 2-е издание, переработанное. Минск: Вышэйшая школа, 1989. 480 с.
22. Грамматика русского языка. Синтаксис. Учебник для 8-9 классов киргизской школы. Фрунзе: Мектеп, 1990. 240 с. Соавторы: В. Д. Скирдов и Т.Ахматов. Переизд. 1991, 1993.
23. Методическое руководство к учебнику «Грамматика русского языка» для 8-9 классов киргизской школы. Фрунзе: Мектеп, 1990. 104 с. Соавтор: В. Д. Скирдов.
24. Дидактический материал по русскому языку для 8-9 классов киргизской школы. Фрунзе: Мектеп, 1990. 208 с. Соавтор: В. Д. Скирдов.
25. Общее языкознание: Сущность и история языка; Структура языка. Типология языков и лингвистика универсалий / Под общей редакцией А. Е. Супруна. 2-е изд., переработанное и дополненное. Минск: Вышэйшая школа, 1993—1995. 288 с. Соавторы: Н. Б. Мечковская, Б. Ю. Норман и Б. А. Плотников.
26. Лекции по теории речевой деятельности. Пособие для студентов филологических факультетов вузов. Минск: Белорусский фонд Сороса, 1996. 288 с.

1. Супрун, А. Е. Исследования по лингвистике текста. Минск: БГУ, 2001. 307 с.
2. Супрун, А. Е. Выбраныя працы: Праславянский язык. Старославянский язык. Церковнославянский язык. Мінск: «Права і эканоміка», 2013. 300 с. (Серыя «Моваведы Беларусі».).